# Antenne G5RV
 (septembre 2012).
Si vous disposez d'ouvrages ou d'articles de référence ou si vous connaissez des sites web de qualité traitant du thème abordé ici, merci de compléter l'article en donnant les références utiles à sa vérifiabilité et en les liant à la section « Notes et références ».

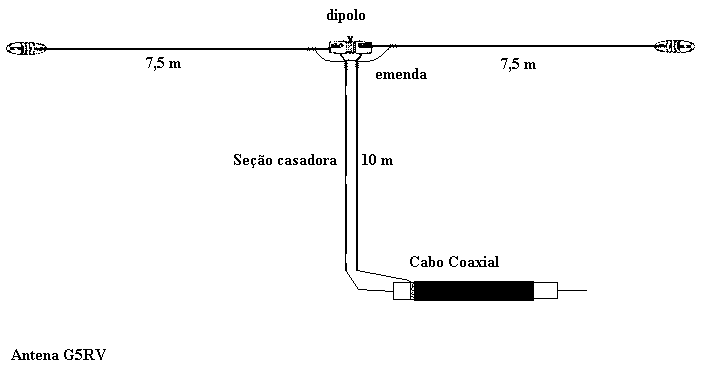
Antenne G5RV pour propagation par onde réfléchie entre ciel et terre.

La G5RV est une antenne utilisée par les radioamateurs conçue en 1966 par l'un d'entre eux, Louis Varney (1911-2000).
Cette antenne est un dipôle constitué de deux fils de 15,54 mètres de chaque côté, espacé de 12 cm au centre, avec un "twin lead" d'une impédance de 450 Ω) de 10,35 mètres, d'un balun 1/1 pour brancher un câble coaxial d'une impédance de 50 Ω) pour le brancher sur la radio.
Cette antenne est optimisée pour les bandes HF radio amateur des 3,5 MHz, 7 MHz, 14 MHz, 21 MHz, 28 MHz.